# جوزي أرتيتكسي
جوزي أرتيتكسي (بالإسبانية: José Luis Artetxe)‏ مواليد 28 يونيو 1930 في إسبانيا - الوفاة 19 مارس 2016 في إسبانيا، كان لاعب كرة قدم إسباني كان يلعب كمهاجم.

## المسيرة الاحترافية

### أندية لعب لها
- أتلتيك بيلباو

## روابط خارجية
- جوزي أرتيتكسي على موقع قاعدة بيانات كرة القدم.إي يو (الإنجليزية)
- جوزي أرتيتكسي على موقع ناشيونال فوتبول تيمز (الإنجليزية)